# Love Me (The 1975의 노래)
‘Love Me’는 잉글랜드의 록 밴드 The 1975의 노래로, 밴드의 두 번째 정규 음반 “I Like It When You Sleep, for You Are So Beautiful Yet So Unaware of It”의 리드 싱글이다. 2015년 10월 8일 더티 히트를 통하여 발매되었다. 2018년에 개봉한 영화 러브, 사이먼의 사운드트랙에 수록되기도 하였다.

## 발매
노래는 2015년 10월 8일 BBC 라디오 1에서 애니 맥의 "Hottest Record in the World" 코너에서 처음 틀어졌다. 밴드는 2016년 2월 6일 새터데이 나이트 라이브에서 ‘The Sound’와 함께 공연하였다.

## 평가
‘Love Me’는 대체로 긍정적인 평가를 받았다.

## 뮤직 비디오
노래의 뮤직 비디오는 2015년 10월 28일 공개되었다. 다이엔 마텔이 감독을 맡았다.

## 인증
| 국가                               | 인증 | 판매량/출하량 |
| ---------------------------------- | ---- | ------------- |
| 영국 (BPI)                         | 실버 | 200,000       |
| 판매량+스트리밍을 기반으로 한 인증 |      |               |